# Alicina
{{Ficha de medicamento
| Imagen= Allicin skeletal.svg
| width = 250
| Imagen2=R-allicin-3D-balls.png
| width = 250
| Nombre_IUPAC = S-Alil-2-propentiosulfinato 
| Prefijo_ATC= A11
| Sufijo_ATC=CC03
| Suplemento_ATC={{|}} 
| PubChem=65036
| Número_CAS = 539-86-6  
| C=6 | H=10 | N | O=1 | S=2 | 
| Pes'_molecular =  162.276 g/mol
| Lactancia = 1
| Biodisponibilidad =
| Metabolismo = 
| Vida_media_eliminación=
| Excreción = 
| Vías_administración = Oral
}}
La alicina es el producto de la conversión de la aliina, que se encuentra en el ajo (Allium sativum), por intermedio de la catálisis de la enzima alinasa. Es un compuesto azufrado que posee diversas actividades farmacológicas de interés.

## Origen
A diferencia de la creencia popular, la alicina no se encuentra naturalmente en el ajo, sino que se libera cuando se fractura, corta o machaca el bulbo. Este compuesto, al ponerse en contacto con la enzima alinasa forma la sustancia. La alicina se encuentra en cantidades que oscilan entre el 0.22- 0.24% del peso del ajo pero no es un aminoácido, no forma parte estructural de ninguna proteína y no es esencial bioquímicamente para la nutrición humana.

## Efectos farmacológicos
- Se atribuyen a la alicina efectos antibióticos. Se ha demostrado actividad in vitro contra Candida albicans, algunas especies de Trichomonas, Staphylococcus aureus, Escherichia coli,[2] Salmonella typhi, S. paratyphi, Shigella dysenteriae y Vibrio cholerae.

- Se ha descrito a la alicina como un agente hipoglucémico tanto a partir de exámenes animales como humanos.[3] Se ha sugerido que los compuestos hipoglucemientes del ajo poseen un efecto tolerante a la insulina, debido a los grupos tioles, compitiendo por la insulina con los compuestos inactivos.
- La alicina ha demostrado un efecto hipolipemiante. Esta acción fue el motivo de la investigación de la actividad antitrombótica del ajo.
- Tiene propiedades antioxidantes y eliminador de radicales libres.
- Es muy eficaz en la prevención de la hipertensión.

## Advertencias y precauciones
En virtud de ser un compuesto muy poco estable, la alicina pierde sus propiedades rápidamente por lo que debe consumirse el ajo fresco mezclado con miel o pan, por ejemplo, nunca cocido. Si el ajo se calienta por encima de los 60 °C se pierden sus propiedades. Tiene fuerte poder oxidativo que podría causar daño en las células intestinales.

## Presentaciones
La alicina se presenta en forma de perlas conteniendo 66 mg de ajo pulverizado, con un mínimo de 2.94 mg de alicina.